# Mathematica
Wolfram Mathematica, normalt omtalt som Mathematica, er en kommerciel softwarepakke, som er udviklet af firmaet Wolfram Mathematica. Mathematica kan løse en række problemstillinger indenfor regning, matematik og naturvidenskaber samt ingeniørkundskaber og programmering.

## Features
Mathematica indeholder bl.a.
- Mathematica kan vise matematiske formler som pretty-print.
- Computer Algebra System (CAS)[6]
- Numerisk software til numerisk løsning[7] af ligning[8][9]
- beregne differentialkvotient[10]
- beregne integrale[11]
- løse[12][13] differentialligning[14] (se tabel nedenfor)
- beregne multipelt integral[15]
- Virsualiseringsværktøj[16]
- Programmering[17]

- Desuden kan Mathematica vise funktioners grafer (2D såvel som 3D).[2]

### Manualer
Der findes flere Mathematica Tutorials og andre introduktioner til programmet.

## Styresystemer
Mathematica findes til disse fire styresystemer:
- Microsoft Windows
- Apple macOS
- Linux[21]
- Solaris

## Programmeringssprog
Mathematica er skrevet i programmeringssproget Wolfram Language, som minder meget om det funktionale programmeringssprog Lisp. Licensen er proprietær.

## Historie
Den britiske forfatter og virksomhedsgrundlægger Stephen Wolfram begyndte udviklingsarbejdet i 1986. Mathematica er siden blevet videreudviklet af Wolfram Research of Champaign i Illinois, USA. Den 23. juni 1988 kom den første version 1.0 af Mathematica på markedet. Version 12.0 blev lanceret den 16. april 2019.

### Versionshistorie
| Version | Offentliggørelse   |
| ------- | ------------------ |
| 1.0     | 23. juni 1988      |
| 1.1     | 31. oktober 1988   |
| 1.2     | 1. august 1989     |
| 2.0     | 15. januar 1991    |
| 2.1     | 15. juni 1992      |
| 2.2     | 1. juni 1993       |
| 3.0     | 3. september 1996  |
| 4.0     | 19. maj 1999       |
| 4.1     | 2. november 2000   |
| 4.2     | 1. November 2002   |
| 5.0     | 12. juni 2003      |
| 5.1     | 25. oktober 2004   |
| 5.2     | 20. juni 2005      |
| 6.0     | 1. maj 2007        |
| 7.0     | 18. november 2008  |
| 7.0.1   | 5. marts 2009      |
| 8.0     | 15. november 2010  |
| 8.0.1   | 7. marts 2011      |
| 8.0.4   | 24. oktober 2011   |
| 9.0     | 28. november 2012  |
| 9.0.1   | 30. januar 2013    |
| 10      | 9. juli 2014       |
| 10.0.1  | 17. september 2014 |
| 10.0.2  | 15. december 2014  |
| 10.1    | 31. marts 2015     |
| 10.2    | 14. juli 2015      |
| 10.3    | 15. oktober 2015   |
| 10.3.1  | 16. december 2015  |
| 10.4    | 2. marts 2016      |
| 10.4.1  | 18. april 2016     |
| 11      | 9. august 2016     |
| 11.0.1  | 28. september 2016 |
| 11.1    | 16. marts 2017     |
| 11.1.1  | 25. april 2017     |
| 11.2    | 14. september 2017 |
| 11.3    | 8. marts 2018      |
| 12.0    | 16. april 2019     |
| 12.1    | 18. marts 2020     |
| 12.2    | 16. december 2020  |
| 12.3    | 20. maj 2021       |

## Kritik
I 2014 påpegede tre matematikere, at Mathematica beregner forkerte resultater ved beregning af determinant for bestemte matrixer med store heltal (10.000 decimaler).

## Presseomtale o.l.
Ifølge techgrabyte.com er Mathematica bedre end Maple. Disse tre CAS-softwares hjælper kunstig intelligens med at lære matematik: Maple, MATLAB og Mathematica.

### Mathematica i undervisning
Mathematica er nævnt på en række danske universiteters hjemmesider: CBS, ITU, DTU, KU, AU, AAU, SDU & RUC

## Wolfram Alpha
Wolfram Alpha er en matematisk software-pakke, som også er udviklet af firmaet Wolfram Mathematica; Wolfram Alpha er tilgængelig online.
Features
Wolfram Alpha kan blandt andet:
- løse ligninger[39]
- løse differentialligninger[39]
- løse triple integraler[40]

## Tabel
Mathematica hører til denne gruppe af CAS-softwares
| Navn                                  | Software licens             | Programmeringssprog    | MS Windows | macOS                | Linux  | Andre OS      | Kommando løser differentialligning                                          | Note og kilde       |
| ------------------------------------- | --------------------------- | ---------------------- | ---------- | -------------------- | ------ | ------------- | --------------------------------------------------------------------------- | ------------------- |
| CPMP-Tools                            | freeware eller fri software | java                   | Windows    | macOS                | Linux  |               |                                                                             | [ 43 ]              |
| ExpressionsinBar                      | freeware eller fri software | ?                      |            | 64 bit app for macOS |        |               | desolve({\displaystyle y'=b\cdot y-a} , {\displaystyle y})                  | [ 44 ]              |
| GeoGebra                              | freeware eller fri software | java                   | Windows    | macOS                | Linux  | Android & iOS | SolveODE(                                                                   | også som web app    |
| Maple *                               | kommerciel                  | C, Java, Maple         | Windows    | macOS                | Linux  |               | dsolve{\displaystyle (y'(x)=k\cdot y(x)} , {\displaystyle y(x))}            | [ 48 ]              |
| Mathematica *                         | kommerciel                  | Wolfram Language, Lisp | Windows    | macOS                | Linux  | Solaris       | DSolve({\displaystyle y'=k\cdot y} , {\displaystyle y})                     | også som web app    |
| MATLAB                                | kommerciel                  | C/C++, MATLAB          | Windows    | macOS                | Linux  |               |                                                                             | [ 51 ]              |
| Maxima                                | freeware eller fri software | Common Lisp            | Windows    | macOS                | Linux  | Android       | ode2 (eqn, dvar, ivar)                                                      | også som online app |
| SageMath                              | freeware eller fri software | Python 3               | Windows    | macOS                | Linux  |               | desolve({\displaystyle y'=b\cdot y-a} , {\displaystyle y})                  | [ 55 ]              |
| Singular                              | freeware eller fri software | C++                    | Windows    | macOS                | Linux  |               |                                                                             | findes også online  |
| TI-Nspire CX CAS                      | kommerciel                  | ?                      | Windows    | macOS                |        |               | deSolve({\displaystyle y'=b\cdot y-a}, {\displaystyle x},{\displaystyle y}) | [ 59 ] [ 60 ]       |
| TI-89 simulator & TI-92 Plus emulator | freeware eller fri software | ?                      | online     | online               | online | online        | deSolve({\displaystyle y'=b\cdot y-a}, {\displaystyle x},{\displaystyle y}) | [ 61 ] [ 62 ]       |
| Xcas                                  | freeware eller fri software | C++                    | Windows    | macOS                | Linux  | Android       | desolve({\displaystyle y'=b\cdot y-a} , {\displaystyle y})                  | [ 64 ]              |
| Yacas                                 | freeware eller fri software | C++                    | Windows    | macOS                | Linux  |               | OdeSolve({\displaystyle y''-4*y==0} )                                       | [ 66 ]              |

* løser også triple integraler.